# Slatina (Danilovgrad)
Pour les articles homonymes, voir Slatina.
Slatina (en serbe cyrillique : Слатина) est un village du centre du Monténégro, dans la municipalité de Danilovgrad.

## Démographie

### Évolution historique de la population
| 1948 | 1953 | 1961 | 1971 | 1981 | 1991 | 2003 |
| ---- | ---- | ---- | ---- | ---- | ---- | ---- |
| 222  | 232  | 199  | 117  | 73   | 61   | 78   |